# Киркегор, Оге
Оге Эмиль Киркегор (дат. Aage Emil Kirkegaard; 14 октября 1914, Нёрре Нисум, Дания — 6 октября 1992, Нюкёбинг, Дания) — датский хоккеист на траве, нападающий. Участник летних Олимпийских игр 1936 года.

## Биография
Оге Киркегор родился 14 октября 1914 года в датской деревне Нёрре Нисум.
Играл в хоккей на траве за «Ориент» из Конгенс Люнгбю.
В 1936 году вошёл в состав сборной Дании по хоккею на траве на летних Олимпийских играх в Берлине, поделившей 7-9-е места. Играл на позиции нападающего, провёл 3 матча, забил 1 мяч в ворота сборной Афганистана.
В 1935—1938 годах провёл за сборную Дании 7 матчей.
Работал врачом в психиатрическом санатории в Дианалунд. С 1 августа 1953 до 1983 года был управляющим директором психиатрической больницы в Нюкёбинге, внедрял новые фармацевтические методы лечения, был сторонником демократического подхода к управлению коллективом.
Умер 6 октября 1992 года в датском городе Нюкёбинг в коммуне Гульсборгсунн.

## Семья
Жена — Гертруда Киркегор, врач психиатрической больницы в Нюкёбинге, которой руководиль Оге Киркегор.